# Cidade da Criança (Natal)
A Cidade da Criança é uma área verde localizada no bairro do Tirol, em Natal, capital do Rio Grande do Norte.
Inaugurado em 1962, o parque originalmente consistia de diversos equipamentos públicos (zoológico com playground, pista de cooper, passeio de quadriciclo, pedalinho, capela, concha acústica, escolinha de arte e biblioteca) em torno de uma lagoa, denominada Manoel Felipe.

## Situação atual
O parque, que ao longo dos anos estava se deteriorando e ficando com sua estrutura comprometida, foi fechado em abril de 2008 quando as chuvas daquele ano danificaram diversos ambientes.O parque, que é de responsabilidade do governo do estado, está aberto desde o dia 12/10/2014. Atualmente, a Cidade da Criança está aberta a todo o público.